# Pannoparmelia angustata
Pannoparmelia angustata är en lavart som först beskrevs av Christiaan Hendrik Persoon, och fick sitt nu gällande namn av Alexander Zahlbruckner. Pannoparmelia angustata ingår i släktet Pannoparmelia och familjen Parmeliaceae.   Inga underarter finns listade i Catalogue of Life.